# Ctenophryne
A Ctenophryne a kétéltűek (Amphibia) osztályába, valamint a békák (Anura) rendjébe és a szűkszájúbéka-félék (Microhylidae) családjába tartozó nem.

## Előfordulása
A nembe tartozó fajok Közép-Amerika déli részén, Costa Ricában és Panamában, valamint Dél-Amerikában honosak.

## Rendszertani besorolása
A Ctenophryne nem szinonimái a Nelsonophryne és a Melanophryne. Lehetséges, hogy az utóbbi önálló nemet alkot, de a molekuláris vizsgálatok ezt még nem tudták megfelelően igazolni. A Nelsonophryne és a Melanophryne nemeknek szinonimaként a Ctenophryne nembe sorolása egy átmeneti megoldás a parafílium elkerülésére, amíg új adatok segítségével nem sikerül feltérképezni a Gastrophryninae alcsaládot. A Ctenophryne nem ily módon történő meghatározása egy monofiletikus csoportot eredményez, ami testvércsoportot képez a Gastrophryninae alcsalád többi nemével.

## Rendszerezés
A nembe az alábbi fajok tartoznak:
- Ctenophryne aequatorialis (Peracca, 1904)
- Ctenophryne aterrima (Günther, 1901)
- Ctenophryne barbatula (Lehr & Trueb, 2007)
- Ctenophryne carpish (Lehr, Rodriguez, & Córdova, 2002)
- Ctenophryne geayi Mocquard, 1904
- Ctenophryne minor Zweifel & Myers, 1989